# Бартодзєє (Нижньосілезьке воєводство)
Бартодзєє (пол. Bartodzieje) — село в Польщі, у гміні Нехлюв Ґуровського повіту Нижньосілезького воєводства.
Населення — 96 осіб (2011).
У 1975-1998 роках село належало до Лешненського воєводства.

## Демографія
Демографічна структура станом на 31 березня 2011 року:
|          | Загалом | Допрацездатний вік | Працездатний вік | Постпрацездатний вік |
| -------- | ------- | ------------------ | ---------------- | -------------------- |
| Чоловіки | 45      | 10                 | 30               | 5                    |
| Жінки    | 51      | 18                 | 19               | 14                   |
| Разом    | 96      | 28                 | 49               | 19                   |